# Équipe de Tasmanie de cricket

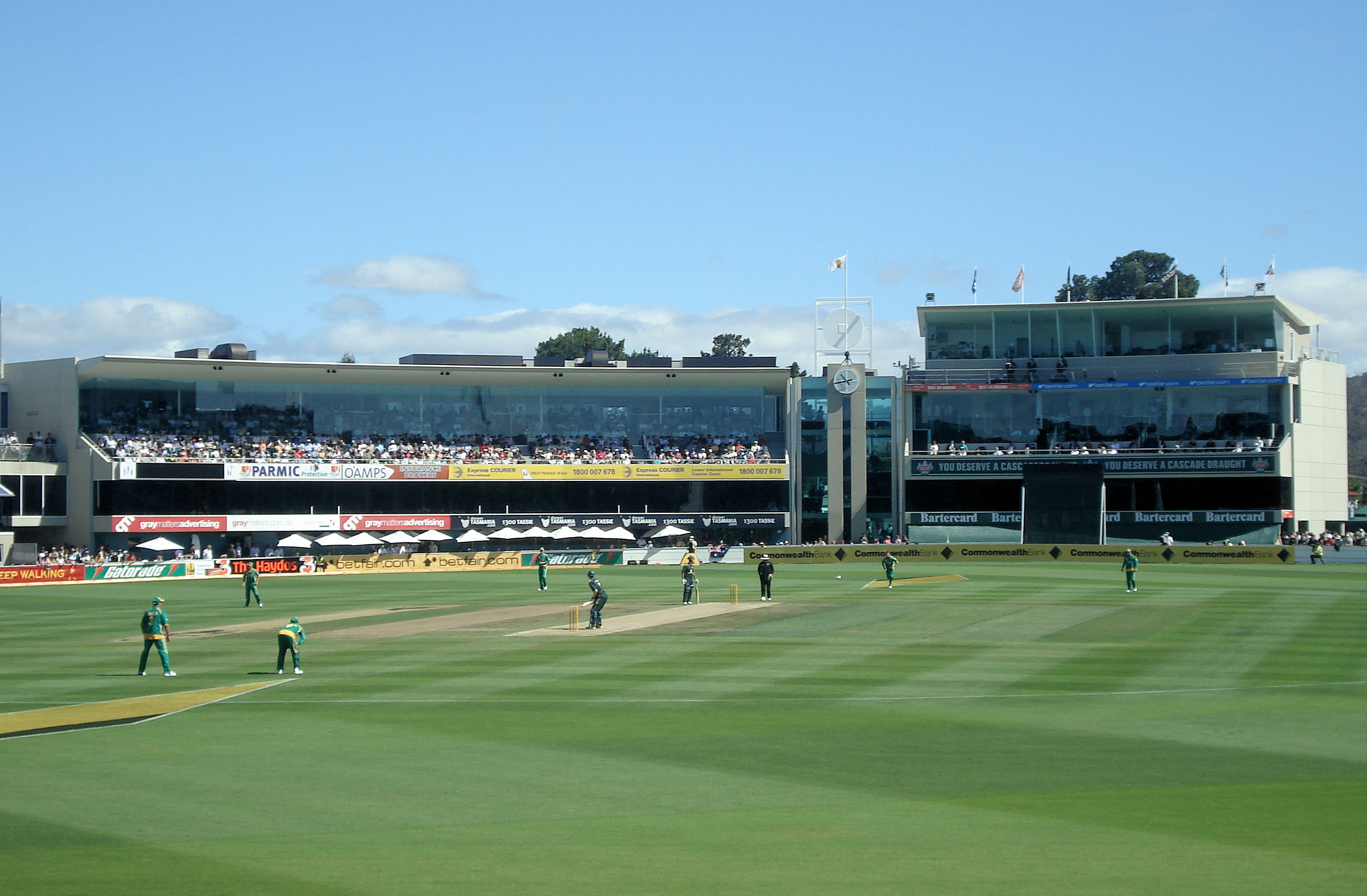
Membres de l'Anneau de Bellerive

L'équipe de Tasmanie de cricket, surnommée les Tigers, est l'équipe qui représente l'état de Tasmanie dans les principales compétitions nationales de cricket en Australie. Elle joue la plupart de ses matchs à domicile au Bellerive Oval d'Hobart.

## Palmarès
- Sheffield Shield ou Pura Cup (2) : 2006-2007, 2010-2011[1].
- Compétition de limited-overs cricket (4) : 1978-1979, 2004-2005, 2007-2008, 2009-2010[2].
- Twenty20 Big Bash : aucun titre.